# William Grason
William Grason, född 11 mars 1788 i Queen Anne's County, Maryland, död 2 juli 1868 i Queen Anne's County, Maryland, var en amerikansk demokratisk politiker. Han var guvernör i delstaten Maryland 1839–1842.
Grason studerade vid St. John's College och tjänstgjorde i USA:s flotta. År 1812 gifte han sig med Susan Orrick Sullivane.
Grason efterträdde 1839 Thomas Veazey som guvernör och efterträddes 1842 av Francis Thomas.
Grason var ledamot av Marylands senat 1852–1853. Anglikanen Grason avled 1868 och gravsattes i Queen Anne's County. Byn Grasonville är uppkallad efter honom.